# Deutschland-Bergbauwanderweg

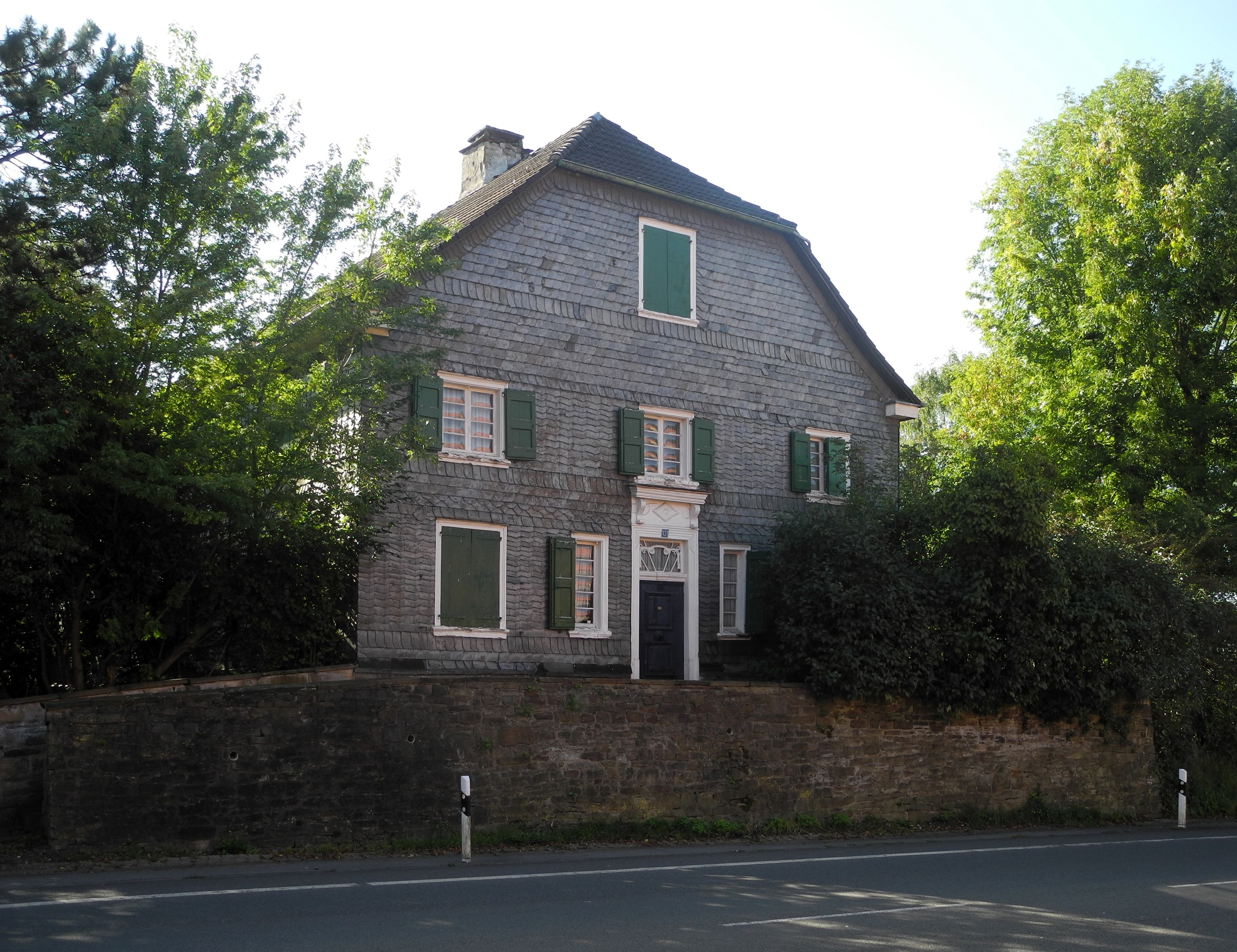
Geburtshaus von Mathilde Franziska Anneke

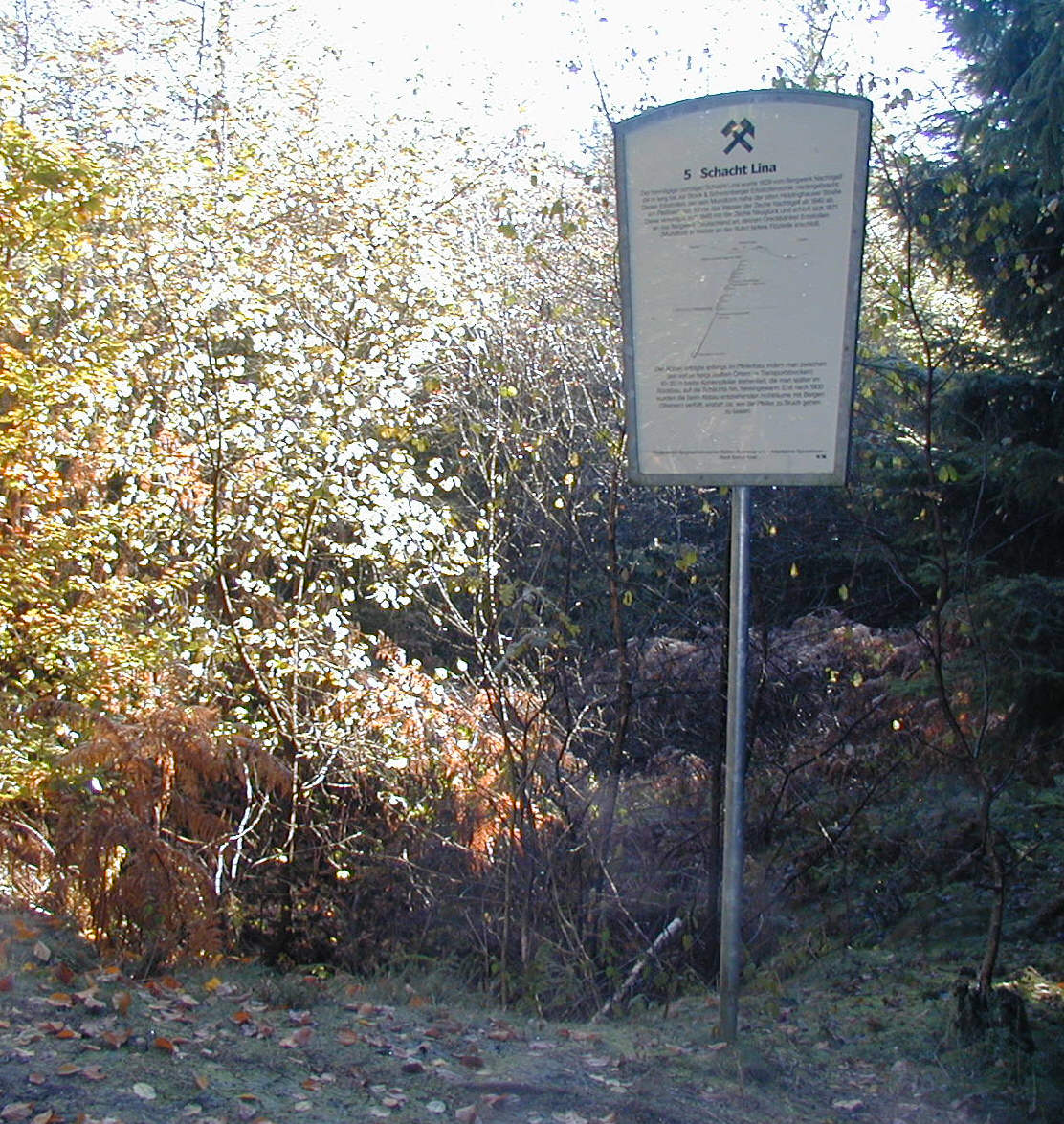
Schacht Lina der Zeche Nachtigall

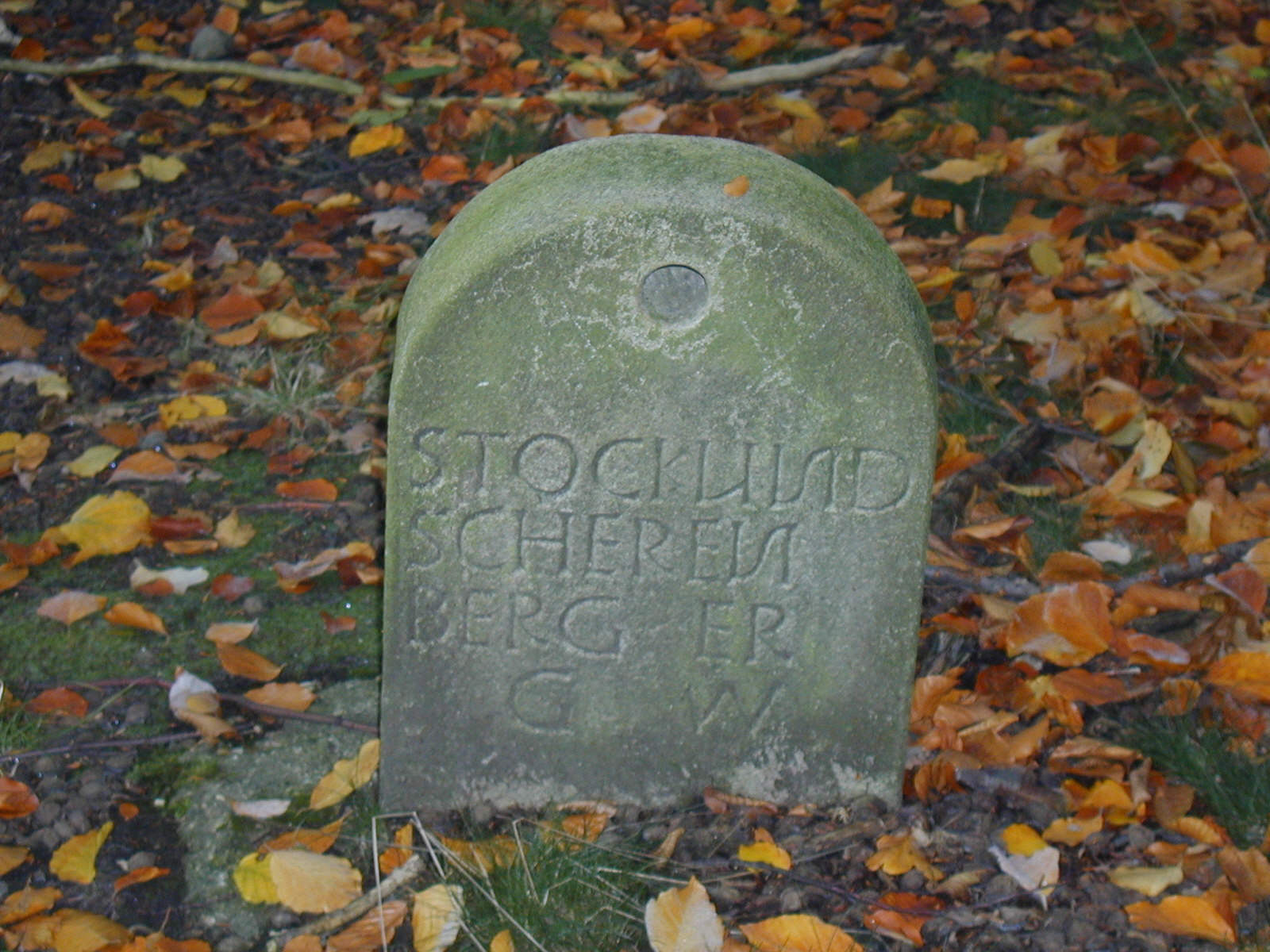
Lochstein der Zechen Stöcker und Stock & Scherenberger

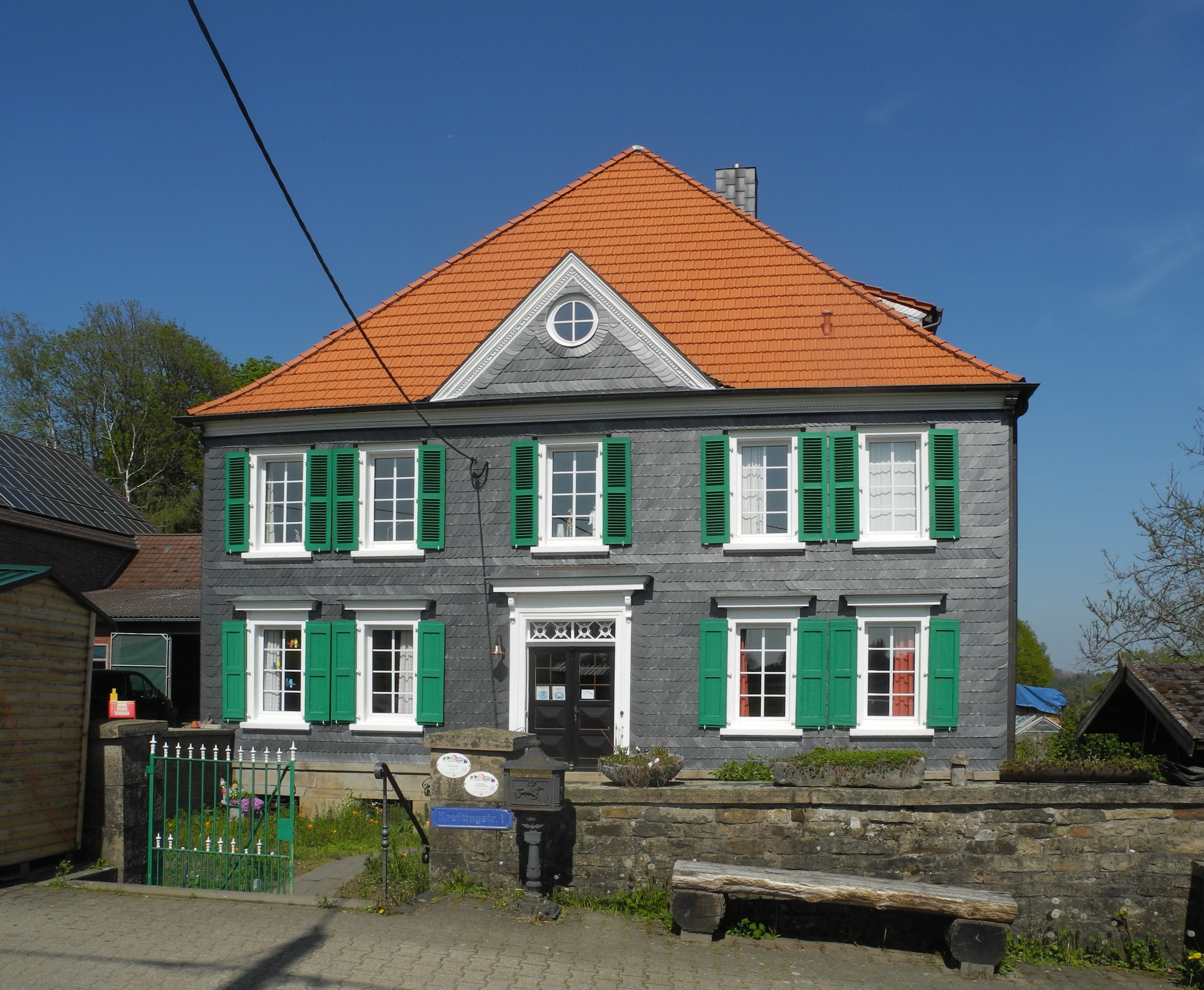
Wohnhaus des „Kuxen“-Wilm

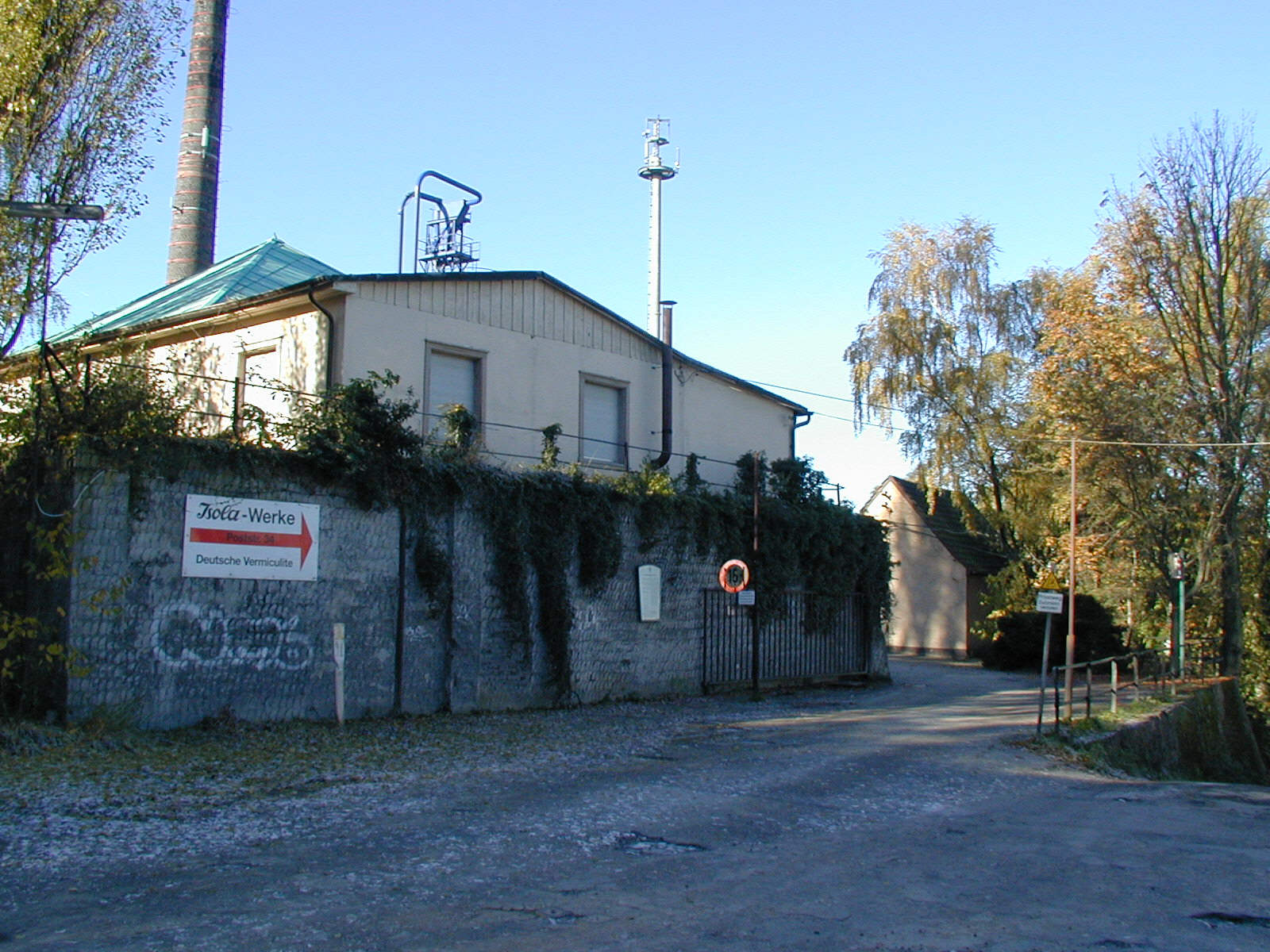
Ehemalige Haßlinghauser Hütte in Sprockhövel-Haßlinghausen

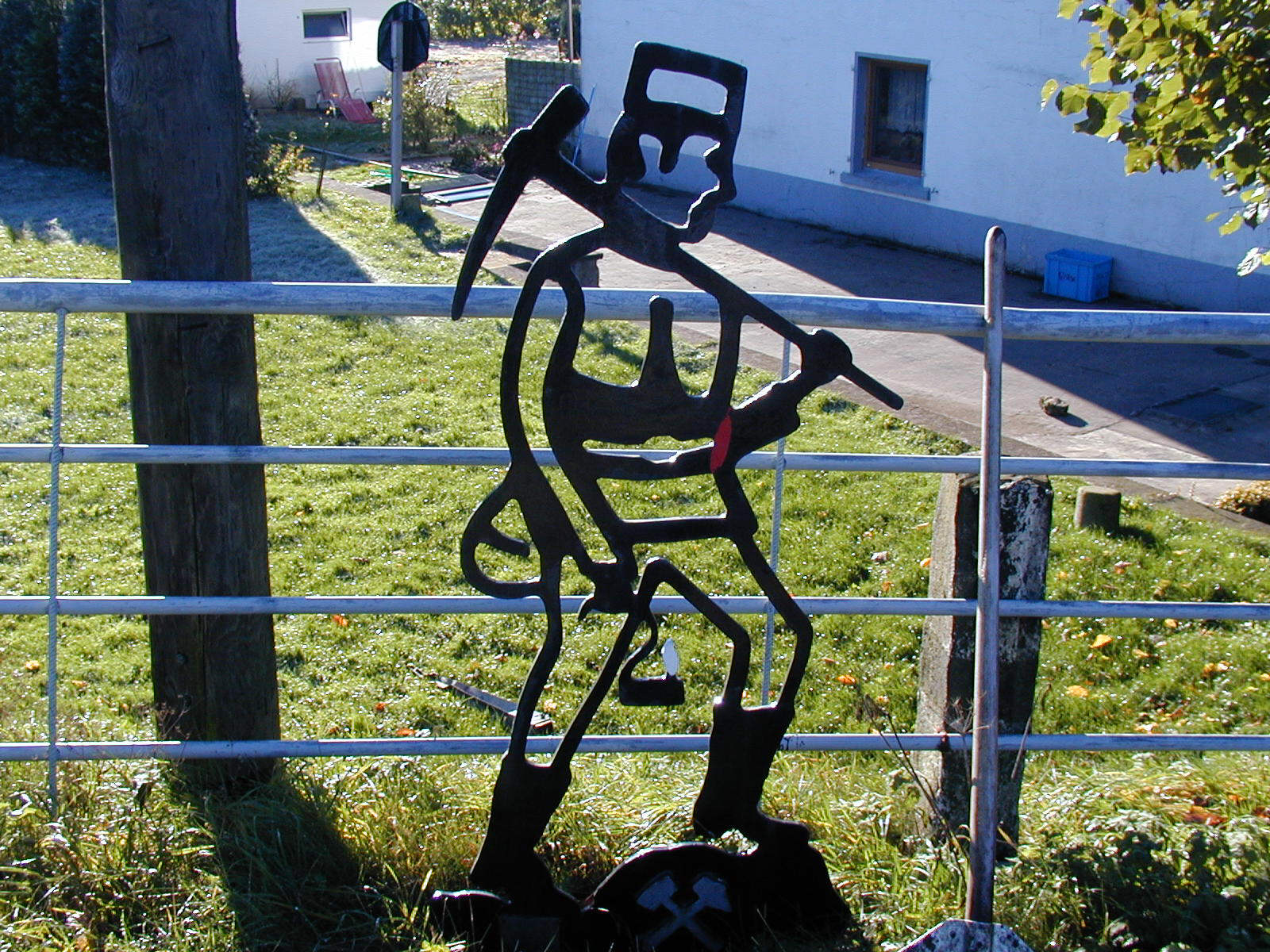
Skulptur am Deutschland-Bergbauwanderweg in Sprockhövel

Der Deutschland-Bergbauwanderweg ist ein am 18. Juni 1994 eingeweihter Rundwanderweg im Gebiet von Sprockhövel-Haßlinghausen, -Hiddinghausen und Obersprockhövel, der verschiedene bergbauhistorische Stätten aus der Frühzeit der Kohleförderung des Ruhrgebiets miteinander verbindet. Da im Sprockhöveler Raum die Kohleflöze bis an die Oberfläche reichten, befinden sich hier einige der ältesten Zeugnisse der Bergbaugeschichte des Ruhrgebiets.

## Beschreibung
Der 7,4 km lange Rundwanderweg (zzgl. eventueller Abstecher) wurde von dem Förderverein Bergbauhistorischer Stätten Ruhrrevier e. V. in Zusammenarbeit mit dem Heimat- und Geschichtsverein Sprockhövel e. V. geschaffen und nach der größten, 1871 gegründeten Zeche Haßlinghausens, der Zeche Deutschland, benannt. Als Wegzeichen wurde das Symbol des Bergbaus, Schlägel und Eisen, verwendet. Der Ausgangspunkt liegt an der Bundesstraße 51 am Ortseingang Hiddinghausens.
Der Deutschland-Bergbauwanderweg wird mit vier weiteren Bergbauwanderwegen thematisch zur Themenroute Spur der Kohle zusammengefasst. Außerdem gehört er zur Route der Industriekultur.

## Sehenswürdigkeiten
Der Bergbauwanderweg führt zu 29 Stätten und Objekten der Bergbaugeschichte, von denen elf vor Ort mit informativen Schautafeln erläutert werden.
1. Gutshof Oberleveringhausen: Wohnstätte des Rentmeisters und Kuxenbesitzers Franz Ghiesler. Großvater der Schriftstellerin Mathilde Franziska Anneke. Der Freiherr vom Stein war Taufpate seines Sohnes.
2. Schacht Bessere Aussicht (1835) der Zeche Vereinigte Nachtigall und Neuglück
3. Alter Steinbruch
4. Schacht Moritz der Zeche Nachtigall
5. Schacht Lina der Zeche Nachtigall
6. Pingen und Wegbefestigungen
7. Bergwerk Regina (1853)
8. Pingen, Halden, Schacht Glücksanfang der Zeche Neuglück
9. Akeldruft (bergbautechnischer Wasserabfluss) von 1700
10. Lochstein (oberirdischer Grenzstein, 1812) der Zechen Stöcker Hauptgrube und Stock & Scherenberger Hauptgrube
11. Schacht Beust der Zeche Deutschland
12. Haus des Bergwerksdirektors „Kuxen-Wilm“ (Wilhelm Hiby)
13. Bergmannskotten Pöting
14. Bergmannskotten Bosselmann
15. Schächte Max, Rebecca und Concordia der Zeche Stock & Scherenberger (1820)
16. Karrenspuren der Kohletransporte
17. Göpelschacht Agnes
18. Zechenstraße
19. Pferdebahn zur Haßlinghauser Hütte
20. Schacht Sack der Zeche Neu-Haßlinghausen (1855)
21. Haßlinghauser Hütte
22. Eisenbahnstrecke Schee–Silschede
23. Schacht Rudolf der Zeche Gabe Gottes (1756)
24. Schächte Glücksanfang und Caroline der Zeche Stock & Scherenberger
25. Kohlentreiberweg
26. Förderschacht Bessere Dich
27. Gasthof Hiby (1790)
28. Schächte Harkort und Ulenberg der Zeche Deutschland
29. Schlebuscher Erbstollen, auch Dreckbänker Erbstollen genannt.